# Iso Vehkosalo
Iso Vehkosalo är en ö i Finland. Den ligger i sjön Vehkajärvi och i kommunen Kangasala i den ekonomiska regionen Tammerfors och landskapet Birkaland, i den södra delen av landet, 150 km norr om huvudstaden Helsingfors. Öns area är 8,5 hektar och dess största längd är 0,6 kilometer i öst-västlig riktning.